# Juan Ramón Oliver Chirivella
Juan Ramón Oliver Chirivella (Paiporta, 1935) és un polític valencià, diputat al Congrés dels Diputats en la IV Legislatura.

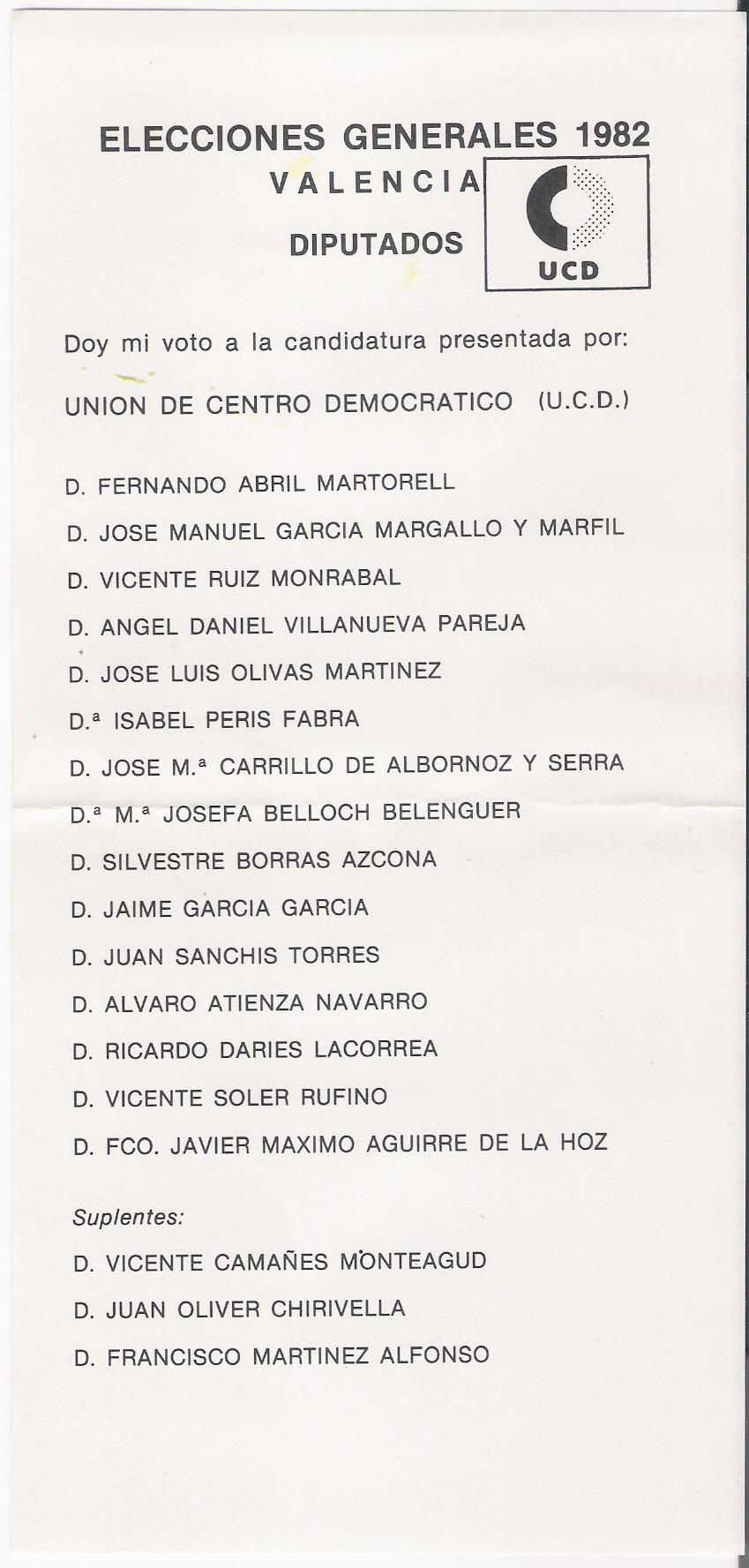
Juan Oliver va ser candidat suplent de l'UCD en 1982.

## Biografia
Va estudiar a l'Escola de Perits Industrials, on es va graduar com a perit industrial i enginyer tècnic. En 1959 va començar a treballar a Siemens SA, on assolí un càrrec d'alt executiu.
Durant els darrers anys del franquisme va ser regidor de l'ajuntament de València. Després de les eleccions municipals espanyoles de 1979 fou elegit diputat de la Diputació de València, càrrec que va ocupar fins a 1991, primer sota les sigles de la UCD, després en el Partit Demòcrata Popular, el 1983 dins d'Alianza Popular i des del 1987 dins d'Unió Valenciana, partit del que en fou nomenat secretari general.
Fou elegit diputat per la província de València a les eleccions generals espanyoles de 1989, formant part del Grup Mixt. De 1989 a 1993 fou nomenat vocal de la Diputació Permanent del Congrés dels Diputats Després abandonà UV per ingressar en el Partido Popular, partit del qual el 1995 en fou nomenat secretari general de la Conselleria de Sanitat de la Generalitat Valenciana.
En 2011 fou nomenat acadèmic de la Reial Acadèmia de Cultura Valenciana.